# آرت مترانو
آرت مِترانو (انگلیسی: Art Metrano؛ زادهٔ ۲۲ سپتامبر ۱۹۳۶ – درگذشته ۸ سپتامبر ۲۰۲۱) هنرپیشه اهل ایالات متحده آمریکا بود. وی از سال ۱۹۶۱ میلادی تاکنون مشغول فعالیت بوده‌است.
از فیلم‌هایی که وی در آن نقش داشته‌است، می‌توان به مگر آن‌ها اسب‌ها را خلاص نمی‌کنند؟، متیلدا، دانشکده پلیس ۲، از نفس‌افتاده، قوی‌ترین مرد جهان، میمون رفتن! و دانشکده پلیس ۳ اشاره کرد.